# François Bonnardel
Cet article possède un paronyme, voir Françoise Bonardel.
Pour les articles homonymes, voir Bonnardel.
François Bonnardel, né le 8 novembre 1967 à Verdun, est un homme d'affaires et un homme politique québécois.
Depuis 2007, il représente la circonscription de Shefford, puis Granby, à l'Assemblée nationale du Québec sous la bannière de l'Action démocratique du Québec, puis de la Coalition avenir Québec.
Il est ministre des Transports de 2018 à 2022, puis ministre de la Sécurité publique depuis 2022, dans le gouvernement de François Legault. Il est également ministre responsable de l'Estrie depuis 2018.

## Biographie
François Bonnardel naît le 8 novembre 1967 à Verdun (Québec) où il grandit. Son père né en France y a travaillé en tant que marchand forain. Après avoir immigré au Québec, il rencontra celle qui deviendra sa femme. Sa mère originaire du Lac-Saint-Jean était esthéticienne. François Bonnardel fait des études au Collège militaire royal de Saint-Jean. Il occupe différents emplois à la Banque nationale du Canada et à la Banque CIBC. Il se lance en affaires dans les années 1990, exploitant différents commerces reliés à l'automobile dans la région de Granby.
Sa lecture du livre de Mario Dumont Avoir le courage de ses convictions a eu un impact énorme sur sa décision de se lancer en politique active. Élu sous la bannière de l'Action démocratique du Québec lors de l'élection de mars 2007, il est le député de Shefford à l'Assemblée nationale du Québec. La circonscription de Shefford comprend les villes de Granby, Shefford, Waterloo et Warden. François Bonnardel établit son bureau de circonscription dans la ville de Granby et un point de service à Waterloo.
Dans le cadre d'un gouvernement minoritaire issu des élections de 2007, Jean Charest déclenche des élections précipitées pour le 8 décembre 2008. François Bonnardel sera réélu par une mince majorité de 70 voix.
À la suite des modifications apportées à la carte électorale en 2011, la circonscription de Shefford devient celle de Granby, avec l'exclusion de Warden, Shefford et Waterloo.
Il se présente sous les couleurs de la Coalition avenir Québec lors de l'élection générale du 4 septembre 2012 et gagne par 11 015 voix.
Dans le cadre d'un gouvernement minoritaire issu des élections de 2012, Pauline Marois déclenche des élections précipitées pour le 7 avril 2014. François Bonnardel sera réélu par 10 811 voix. Il est réélu lors des élections générales du 1er octobre 2018.
Le 18 octobre 2018, il devient ministre des Transports du Québec. Il occupe le poste jusqu'au 20 octobre 2022 où il devient ministre de la Sécurité publique. Geneviève Guilbault lui succède aux Transports.

## Fonctions parlementaires
L'Action démocratique du Québec est devenue à l'élection du 26 mars 2007 le parti d'opposition officielle. Au cours de ce premier mandat, les fonctions de François Bonnardel furent : whip en chef de l'opposition officielle, membre de la Commission de l'Assemblée nationale, porte-parole de l'opposition officielle en matière d'habitation, membre suppléant du Bureau de l'Assemblée nationale, membre de la Commission de la culture, porte-parole de l'opposition officielle en matière de famille, porte-parole de l'opposition officielle en matière de travail, membre de la Commission de l'économie et du travail.
À l'élection générale du 8 décembre 2008, François Bonnardel est réélu député de la circonscription de Shefford. Au cours de ce deuxième mandat ses fonctions parlementaires furent : membre suppléant du Bureau de l'Assemblée nationale, membre de la Commission des finances publiques, porte-parole du deuxième groupe d'opposition en matière de développement économique et de finances publiques, vice-président de la Commission de l'administration publique, membre de la Délégation de l'Assemblée nationale pour les relations avec l'Assemblée nationale française (DANRANF), membre de la Délégation de l'Assemblée nationale pour les relations avec le Sénat français (DANRSF), membre de la Commission de l'économie et du travail, porte-parole du deuxième groupe d'opposition en matière de finances, porte-parole du deuxième groupe d'opposition en matière de Conseil du trésor, porte-parole du deuxième groupe d'opposition en matière de relations internationales, porte-parole du deuxième groupe d'opposition en matière de Francophonie, porte-parole du deuxième groupe d'opposition en matière de réforme des institutions démocratiques, chef du deuxième groupe d'opposition, membre de la Commission de l'administration publique, vice-président de la Commission de l'administration publique, porte-parole du deuxième groupe d'opposition en matière de finances publiques.
Réélu en 2012, il se voit attribuer les fonctions parlementaires suivantes : membre suppléant du Bureau de l'Assemblée nationale, whip du deuxième groupe d'opposition, membre de la Commission de l'Assemblée nationale, membre de la Sous-commission de la réforme parlementaire, vice-président de la Commission de l'administration publique, porte-parole du deuxième groupe d'opposition en matière de ressources naturelles.
Réélu en 2014, il se voit entre autres attribuer les fonctions parlementaires suivantes : leader parlementaire, porte-parole du deuxième groupe d'opposition responsable de la région de l'Estrie, membre de la Commission de l'Assemblée nationale, membre de la Sous-commission de la réforme parlementaire. En décembre 2014, il se voit réattribuer le dossier des finances. À ce titre, il présente deux projets de loi. Le premier, le projet de loi n° 396, est la Loi sur le directeur parlementaire du budget, visant la création du poste du directeur parlementaire du budget, nommé par l'Assemblée nationale, ayant pour fonctions de dresser, de façon indépendante, un portrait objectif de l'état des finances publiques. Le deuxième, le projet de loi n° 494, Loi sur la protection des contribuables, vise à limiter les pouvoirs des organismes publics à augmenter les taxes et tarifs afin qu'ils ne dépassent pas l'indice des prix à la consommation.
Réélu en 2018, il est nommé ministre des Transports du Québec ainsi que ministre responsable de l'Estrie. Le 31 octobre 2018, il est nommé vice-président du Comité ministériel des services aux citoyens. Il mène le dossier de la modernisation de l'industrie du taxi en adoptant le projet de loi n° 17. Puis, il présente le projet de loi n° 26 afin de permettre la réalisation, par la Ville de Québec, du Réseau structurant de transport en commun. Ensuite, il dépose le projet de loi n° 71, une réforme de l'encadrement des véhicules hors route.
Nommé ministre de la Sécurité publique après les élections générales de 2022, François Bonnardel est confronté en 2024 à des critiques de l’opposition concernant sa gestion du virage numérique de la Société de l’assurance automobile du Québec (SAAQ) lorsqu’il était ministre des Transports. Il aurait été informé dès septembre 2021 des dépassements de coûts du projet SAAQclic, dont le budget atteignait alors 682 millions de dollars, sans inclure les coûts d’exploitation estimés à 41 % du budget initial. La vérificatrice générale du Québec souligne que les redditions de comptes transmises aux parlementaires ne reflétent pas la totalité des dépenses du programme, ce qui alimente les critiques à son encontre.
À la suite de ces révélations, les partis d’opposition demandent unanimement sa démission, estimant qu’il a failli à son rôle en ne divulguant pas cette information plus tôt. Une motion en ce sens est déposée par le Parti libéral du Québec (PLQ) et appuyée par le Parti québécois (PQ), Québec solidaire (QS) et le Parti conservateur du Québec (PCQ). Cependant, cette motion est bloquée par le gouvernement caquiste lors d'un vote au Salon rouge.
Bonnardel rejette les allégations, affirmant qu'il a reçu des informations erronées et incomplètes sur le projet et qu’il se réserve le droit de répondre plus en détail lors de la commission d'enquête publique mise en place pour faire la lumière sur ce dossier. Malgré la controverse, le premier ministre François Legault défend son ministre, affirmant qu’il n'a pas été informé de la situation dans son ensemble et que la vérificatrice générale a confirmé que l’information transmise aux décideurs était inexacte.

## Normandeau-Bonnardel
Dans son édition du 23 avril 2009, le quotidien Le Soleil révèle que Bonnardel a une liaison amoureuse avec la vice-première ministre et ministre des Affaires municipales Nathalie Normandeau du Parti libéral du Québec. L'information, confirmée au journal par Normandeau, pose des questions sur le traitement qui serait accordé par le ministère des Affaires municipales aux dossiers touchant la circonscription de Bonnardel ainsi que sur le secret des délibérations et des documents du Conseil des ministres.

## Résultats électoraux
|                                                                                               | Nom                          | Parti              | Nombre de voix | %      | Maj.   |
| --------------------------------------------------------------------------------------------- | ---------------------------- | ------------------ | -------------- | ------ | ------ |
|                                                                                               | François Bonnardel (sortant) | Coalition avenir   | 21 515         | 58,2 % | 16 233 |
|                                                                                               | Anne-Sophie Legault          | Québec solidaire   | 5 282          | 14,3 % | -      |
|                                                                                               | Guy Bouthillier              | Parti québécois    | 4 378          | 11,8 % | -      |
|                                                                                               | Stéphane Bernier             | Conservateur       | 3 737          | 10,1 % | -      |
|                                                                                               | Penny Lamarre                | Libéral            | 1 758          | 4,8 %  | -      |
|                                                                                               | Andrzej Wisniowski           | Vert               | 263            | 0,7 %  | -      |
|                                                                                               | Jimmy Paquin                 | Équipe autonomiste | 38             | 0,1 %  | -      |
| Total                                                                                         | Total                        | Total              | 36 971         | 100 %  |        |
| Le taux de participation lors de l'élection était de 68,1 % et 458 bulletins ont été rejetés. |                              |                    |                |        |        |

|                                                                                               | Nom                          | Parti            | Nombre de voix | %      | Maj.   |
| --------------------------------------------------------------------------------------------- | ---------------------------- | ---------------- | -------------- | ------ | ------ |
|                                                                                               | François Bonnardel (sortant) | Coalition avenir | 22 570         | 62,4 % | 17 495 |
|                                                                                               | Anne-Sophie Legault          | Québec solidaire | 5 075          | 14 %   | -      |
|                                                                                               | Lyne Laverdure               | Libéral          | 3 881          | 10,7 % | -      |
|                                                                                               | Chantal Beauchemin           | Parti québécois  | 3 491          | 9,6 %  | -      |
|                                                                                               | Daphné Poulin                | Vert             | 531            | 1,5 %  | -      |
|                                                                                               | Pierre Bélanger              | Conservateur     | 358            | 1 %    | -      |
|                                                                                               | Stéphane Deschamps           | Parti nul        | 158            | 0,4 %  | -      |
|                                                                                               | Kevin Robidas                | Bloc pot         | 119            | 0,3 %  | -      |
| Total                                                                                         | Total                        | Total            | 36 183         | 100 %  |        |
| Le taux de participation lors de l'élection était de 69,8 % et 448 bulletins ont été rejetés. |                              |                  |                |        |        |